# Ryggmärgsbråck
Ryggmärgsbråck eller spina bifida, vanligtvis av typen myelomeningocele, är en defekt som uppstår under graviditetens första fyra veckor, då neuralröret som skall slutas och bilda centrala nervsystemet, det vill säga ryggmärg, hjärna och nerver, inte blir fullständigt slutet. Delar av ryggmärgen med nerver och hinnor lämnas sålunda öppna i en bråcksäck utanför ryggraden.
Detta opereras vanligen under första dygnet efter födseln av en neurokirurg, som skär upp bråcksäcken och låter ryggmärgsvävnaden sjunka tillbaka ner i den delade ryggraden för att sedan försluta och eventuellt täcka bråckstället med till exempel en goretexplatta. Ibland tar sedan en plastikkirurg vid och ser till att det blir möjligt att täcka bråcket med hud.
Ryggmärgsbråck innebär olika grader av förlamning (ofta i benen) eller muskelatrofi beroende på läge och skada. Många barn med ryggmärgsbråck (cirka 90%) får dessutom vattenskalle, hydrocephalus, och detta åtgärdas med en shunt som är en slags ventil som reglerar och leder ut överflödig ryggmärgsvätska via en slang som leder ner till bukhålan där den absorberas av vävnaderna. Ökade inlärningssvårigheter och en aningen ökad risk för att få ADHD har observerats hos barn med ryggmärgsbråck.
Ryggmärgsbråck innebär också att man får förändrade tarm- och urinfunktioner, ofta inkontinens av olika slag som kan behandlas med bland annat ren intermittent kateterisering, mediciner eller lavemang. Detta upplevs ofta som det största handikappet i samband med ryggmärgsbråck, speciellt i tonåren. Det finns också en tendens att barn med ryggmärgsbråck kommer i puberteten tidigare, och genom att vara uppmärksam på detta kan man genom medicinering fördröja den litet för att undvika att barnet slutar växa alltför tidigt.
Risken för ryggmärgsbråck kan reduceras om kvinnan äter folsyra före graviditet. En studie utförd år 2007 visade att av Sveriges 20–25 ryggmärgsbråcksfall per år skulle eventuellt 5–10 av dem  kunna undvikas om vetemjöl folsyraberikades i Sverige. En sådan berikning skulle dock kunna medföra vissa risker och forskarna drar slutsatsen att en obligatorisk berikning inte är att rekommendra. 
Det finns olika typer av ryggmärgsbråck. Den vanligaste är myelomeningocele (MMC), som också är den allvarligaste. Två andra varianter av ryggmärgsbråck är lipomyelomeningocele och spina bifida occulta, vilka båda brukar ge mildare symptom än myelomeningocele.